# Höhn (Neustadt bei Coburg)
Höhn ist ein Stadtteil der oberfränkischen Stadt Neustadt bei Coburg im Landkreis Coburg.

## Lage
Die Streusiedlung Höhn liegt rund elf Kilometer nordwestlich von Coburg auf einer kleinen Hochebene, etwa 110 Meter über dem Tal der Itz im Westen beziehungsweise der Röden im Osten und Süden. Die Kreisstraße CO 14 von Fischbach nach Neustadt führt durch den Ort. Nachbarorte auf der Hochebene sind Brüx, Rüttmannsdorf und Weimersdorf. Die vier Dörfer werden im Coburger Land auch als die Bergdörfer bezeichnet.

## Geschichte
Höhn wurde 1317 erstmals im Urbarium, einer Auflistung von Besitzungen der Henneberger beim Erwerb der Neuen Herrschaft, als Hayn urkundlich erwähnt. Es ist eine Ableitung von Hain, was unter anderem auch als Bezeichnung für einen eingefriedeten Ort gebraucht wurde. Das Kloster Mönchröden besaß in Höhn ein Gut, das ihm Kunz Zentgraf zu Coburg 1463 vermacht hatte. Im Jahr 1558 lebten außerdem zehn Lehensleute des Hans von Schönstedt in Höhn.
Im Mittelalter kirchlich zu Meeder gehörend, wurde Höhn nach dem Einzug der Reformation ab 1529 von der Pfarrei Neustadt betreut. 1906 wurde ein Friedhof an der Straße nach Brüx angelegt und 1910 dort die Bergkirche geweiht. Im Jahr 1912 erfolgte die Umpfarrung der Gemeinde nach Mönchröden.
Die Höhner Kinder gingen anfangs in das fünf Kilometer entfernte Neustadt zur Schule. Ab 1743 hatten die vier Bergdörfer einen Präzeptor, der abwechselnd in einem der Bauernhäuser unterrichtete und dort Kost sowie Logis hatte. Ab 1842 gab es eine Schule in dem Forsthaus. Am 13. September 1902 wurde ein neues Schulhaus eingeweiht. Den ersten Entwurf fertigte der herzogliche Bauinspektor Arthur Philibert, die Bauzeichnungen erstellte der Neustadter Architekt Julius Bosecker und die Ausführung oblag dem Wildenheider Zimmermann Edmund Schubert. Im Jahr 1969 wurde die Schule geschlossen und 1971 das Schulhaus verkauft. Ab 1969 fand der Unterricht im Schulverband Mönchröden-Einberg statt. Seit 1977 ist er schließlich in Neustadt.
In einer Volksbefragung am 30. November 1919 stimmten fünf Höhner Bürger für den Beitritt des Freistaates Coburg zum thüringischen Staat und 37 dagegen. Somit gehörte ab dem 1. Juli 1920 auch Höhn zum Freistaat Bayern.
Im Ersten Weltkrieg verloren fünf und im Zweiten Weltkrieg zehn Höhner Soldaten ihr Leben. Tafeln in der Kirche erinnern an sie.
Am 1. Juli 1968 schlossen sich die vier Orte Brüx, Höhn, Rüttmannsdorf und Weimersdorf zur neuen Gemeinde Bergdorf zusammen, die am 1. Mai 1978 aufgelöst und in die Stadt Neustadt bei Coburg eingegliedert wurde. Seitdem ist Höhn ein Stadtteil Neustadts.
1905 gab es in Höhn 20 Wohngebäude, 1987 waren es drei mehr.

## Einwohnerentwicklung

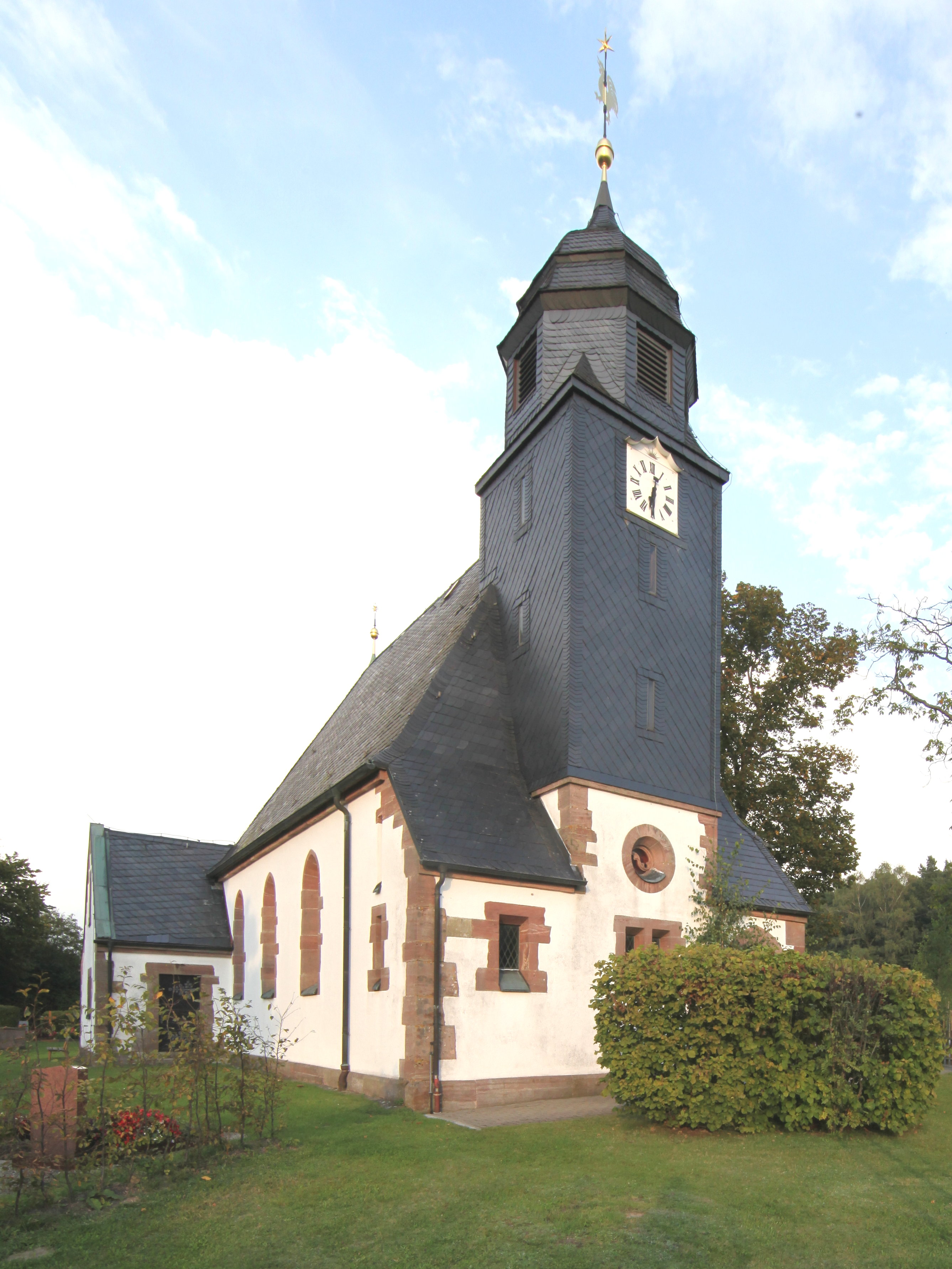
Bergkirche in Höhn

| Jahr | Einwohnerzahl |
| ---- | ------------- |
| 1910 | 112           |
| 1933 | 121           |
| 1939 | 117           |
| 1950 | 152           |
| 1987 | 106           |
| 2013 | 107           |
| 2020 | 98            |

## Bergkirche
Die evangelisch-lutherische Bergkirche wurde am 30. Oktober 1910 eingeweiht. Es war der letzte Kirchenneubau im Herzogtum Sachsen-Coburg. Die Kirche entstand unter Leitung des Coburger Regierungs- und Baurates Artur Philibert nach einer Zeichnung des Kirchenbaumeisters Robert Leibnitz aus Berlin im historisierenden Stil. Die Baukosten trug der geheime Hofrat Renné aus Berlin.
Die Kirche hat einen 16 Meter hohen Turm, in dem drei Glocken hängen, und ein rechteckiges Kirchenschiff, das von einer holzverschalten Tonne überspannt wird. Der nach Nordost ausgerichtete Chor ist nicht eingezogen und polygonal geschlossen. Er besteht im Grundriss aus fünf Seiten eines Achtecks, das von einem Faltwerk überspannt wird. Vier Buntglasfenster zeigen Christus, Johannes, Herzog Carl Eduard und seine Frau Viktoria Adelheid.